# Poecilium abietinus
Poecilium abietinus är en skalbaggsart som först beskrevs av Plavilstshikov och Lurie 1960.  Poecilium abietinus ingår i släktet Poecilium och familjen långhorningar. Inga underarter finns listade i Catalogue of Life.